# Vámosladány
Vámosladány (szlovákul Mýtne Ludany) község Szlovákiában, a Nyitrai kerület Lévai járásában terül el.

## Fekvése
Lévától 10 km-re délkeletre, a Perec patak partján fekszik. Dobogó tartozik hozzá.

## Élővilága
Vámosladányban hosszabb ideje van tudomásunk gólyafészekről. 2011-ben három, 2012-ben két fiókát számoltak össze az egyik, 2023-ban 4 fiókát a másik fészekben.

## Története
A régészeti leletek tanúsága szerint területén már az i. e. 2. században is éltek emberek.
Első írásos említése a garamszentbenedeki bencés apátság 1075-ben kelt alapítólevelében található „Villa Ludany" néven. Ludányt az 1209-ben kibocsátott pápai oklevélben is említik. 1388-tól a lévai váruradalom része, a középkorban vámszedőhely volt, vámszedési és piactartási joggal rendelkezett. 1536-ban 22 adózó portával rendelkezett; a faluban egy szabad, valamint cipész és kereskedő is élt. 1601-ben 67 háza volt. 1663-ban a török az egész falut elpusztította. 1715-ben 23 adózója és egy szabadja volt, továbbá malom és kocsma is található a településen. 1828-ban 102 házában 644 lakos élt. Lakói főként mezőgazdasággal foglalkoztak.
A 19. század közepén Fényes Elek eképpen írja le: „Ladány, (Ludányi), magyar falu, Bars vmegyében, Hont vmegye szélén: 207 kath., 499 ref., 10 evang. lak., kath. és ref. anyaszentegyházakkal. Rétje, legelője bőséggel. Dohányt termeszt. F. u. h. Eszterházy. Lévához 1 óra."
Borovszky monográfiasorozatának Bars vármegyét tárgyaló része szerint: „Vámosladány, Léva alatt fekvő magyar kisközség, 1323, túlnyomóan ev. ref. vallású lakossal. Ez is egyike a vármegye legrégibb községeinek, a mennyiben a szent-benedeki apátság 1075-iki alapítólevelében szerepel. E község azonban nem került az esztergomi káptalan birtokába, hanem lévai várbirtok lett. Nevével hol Lodán, hol pedig Ludán alakban találkozunk. A mult század végén, a mikor az Eszterházyak voltak az urai, nagy marhatenyésztése volt. Most a Schöeller családnak van itt nagyobb birtoka. Kath. temploma ősrégi és 1332-ben már fennáll, de 1494-ben átalakították és 1733-ban újították meg. A református templom 1854-ben épült. Ide tartozik Dobogó puszta is. Postája van, távirója és vasúti állomása Léva."
A trianoni békeszerződésig Bars vármegye Lévai járásához tartozott. 1938 és 1945 között újra Magyarország része.
A háború után magyar lakosságának nagy részét kitelepítették. 1947-ben és 1948-ban magyarországi szlovákok települtek a községbe.

## Népessége
| Év:            | 1994. | 2004.   | 2014.   | 2024.   |
| -------------- | ----- | ------- | ------- | ------- |
| Emberek száma: | 917   | 903     | 987     | 1018    |
| Eltérés:       |       | -1,52 % | +9,30 % | +3,14 % |

| Év:            | 2023. | 2024.   |
| -------------- | ----- | ------- |
| Emberek száma: | 1003  | 1018    |
| Eltérés:       |       | +1,49 % |

1880-ban 1260 lakosából 1170 magyar és 39 szlovák anyanyelvű volt.
1890-ben 1251 lakosából 1218 magyar és 33 szlovák anyanyelvű.
1900-ban 1323-an lakják, ebből 1303 magyar és 17 szlovák anyanyelvű.
1910-ben 1279 lakosából 1255 magyar és 24 szlovák anyanyelvű volt.
1921-ben 1295-en lakják, ebből 1222 magyar és 56 csehszlovák.
1930-ban 1392 lakosából 1181 magyar és 186 csehszlovák volt.
1941-ben 1332 lakosából 1311 magyar és 17 szlovák.
1991-ben 948-an lakják, ebből 506 magyar és 434 szlovák.
2001-ben 897 lakosából 481 szlovák és 410 magyar volt.
2011-ben 973 lakosából 590 szlovák és 360 magyar volt.
2021-ben 980 lakosából 657 (+11) szlovák, 240 (+29) magyar, 1 (+4) cigány, 4 (+2) egyéb és 78 ismeretlen nemzetiségű volt.

## Neves személyek
- Itt született Kmoskó Béla (1872-1957) lévai ügyvéd
- Itt hunyt el 1911-ben Czobor Vilmos plébános, költő.

## Látnivalói

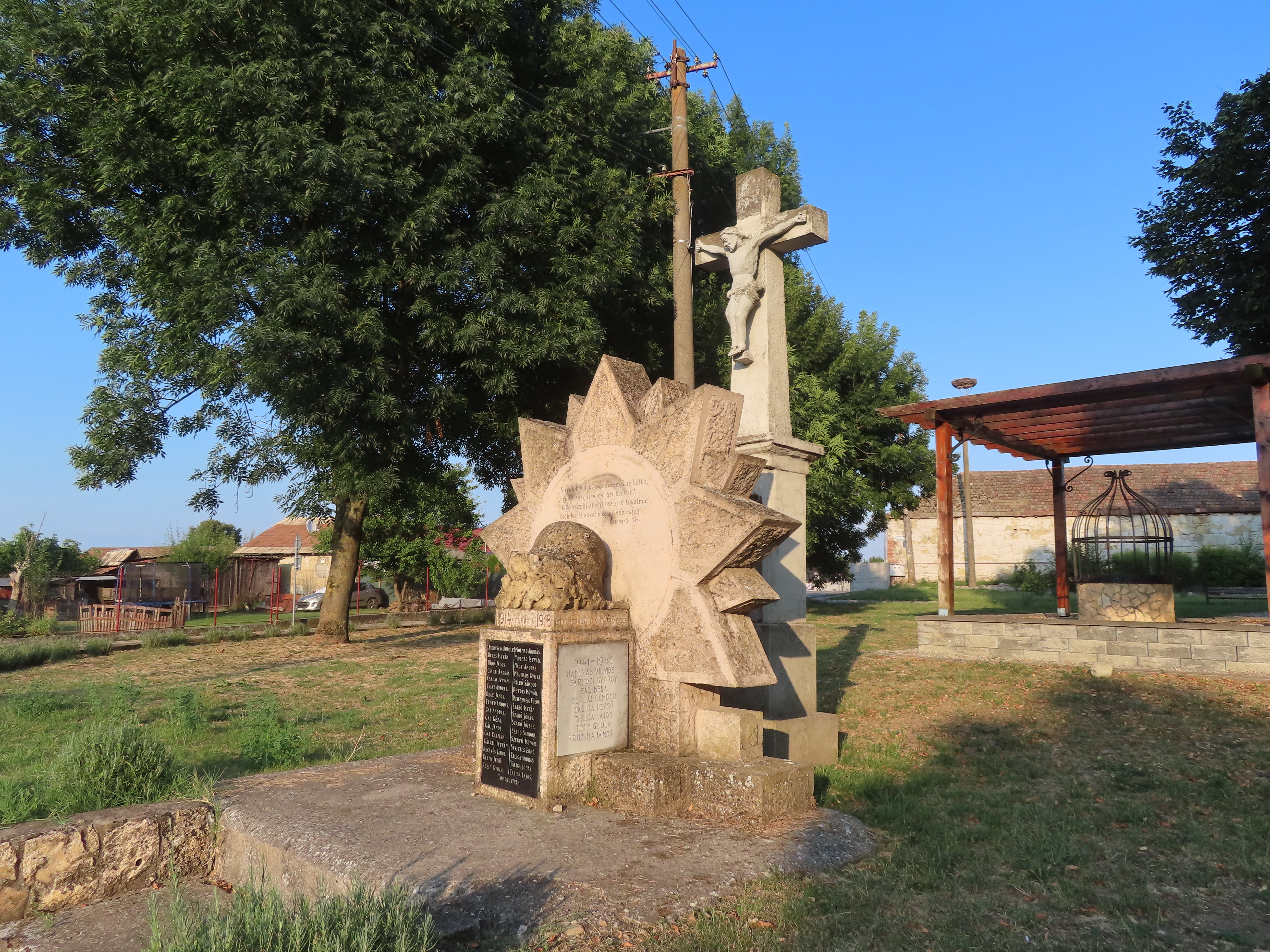
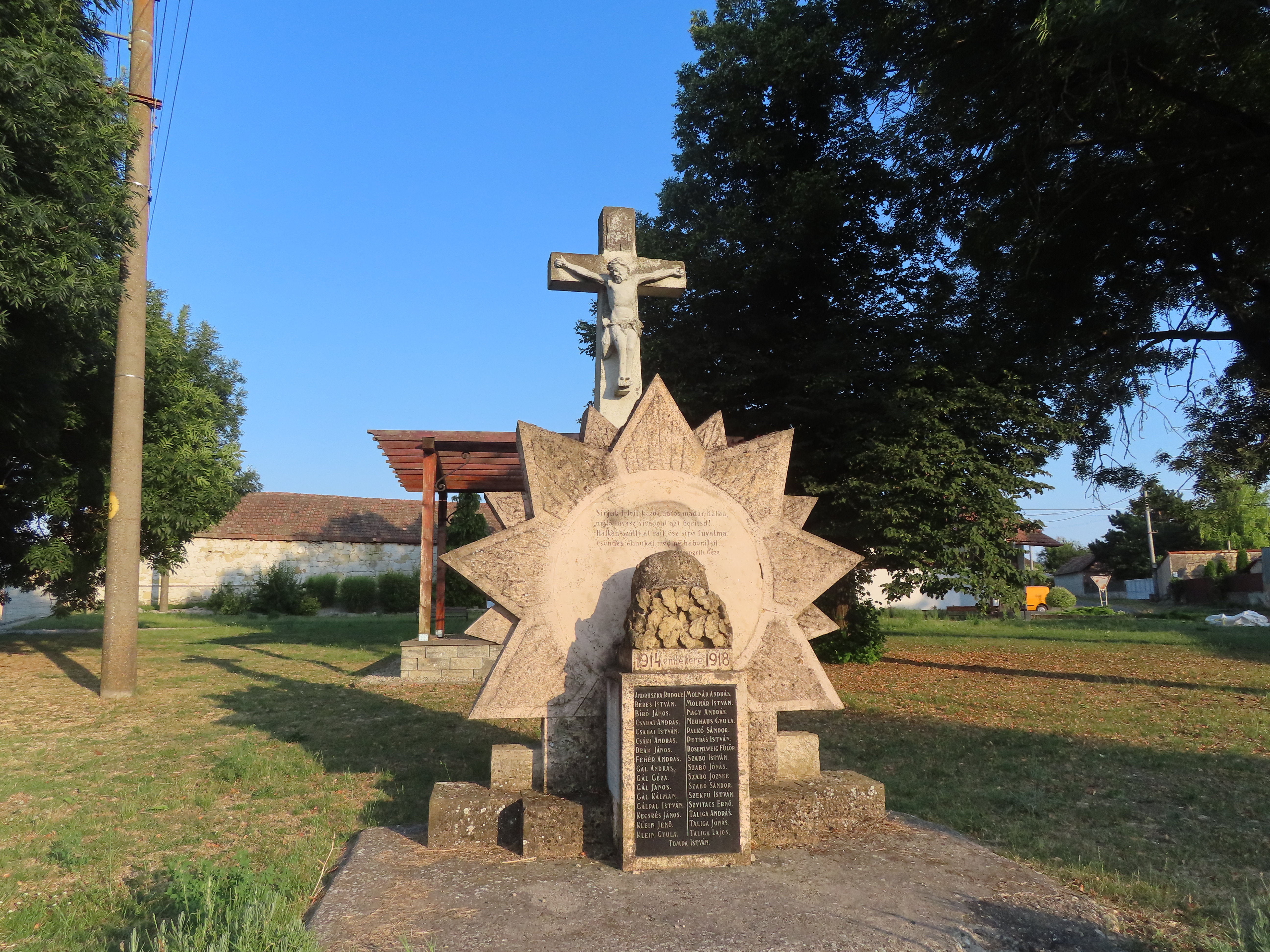
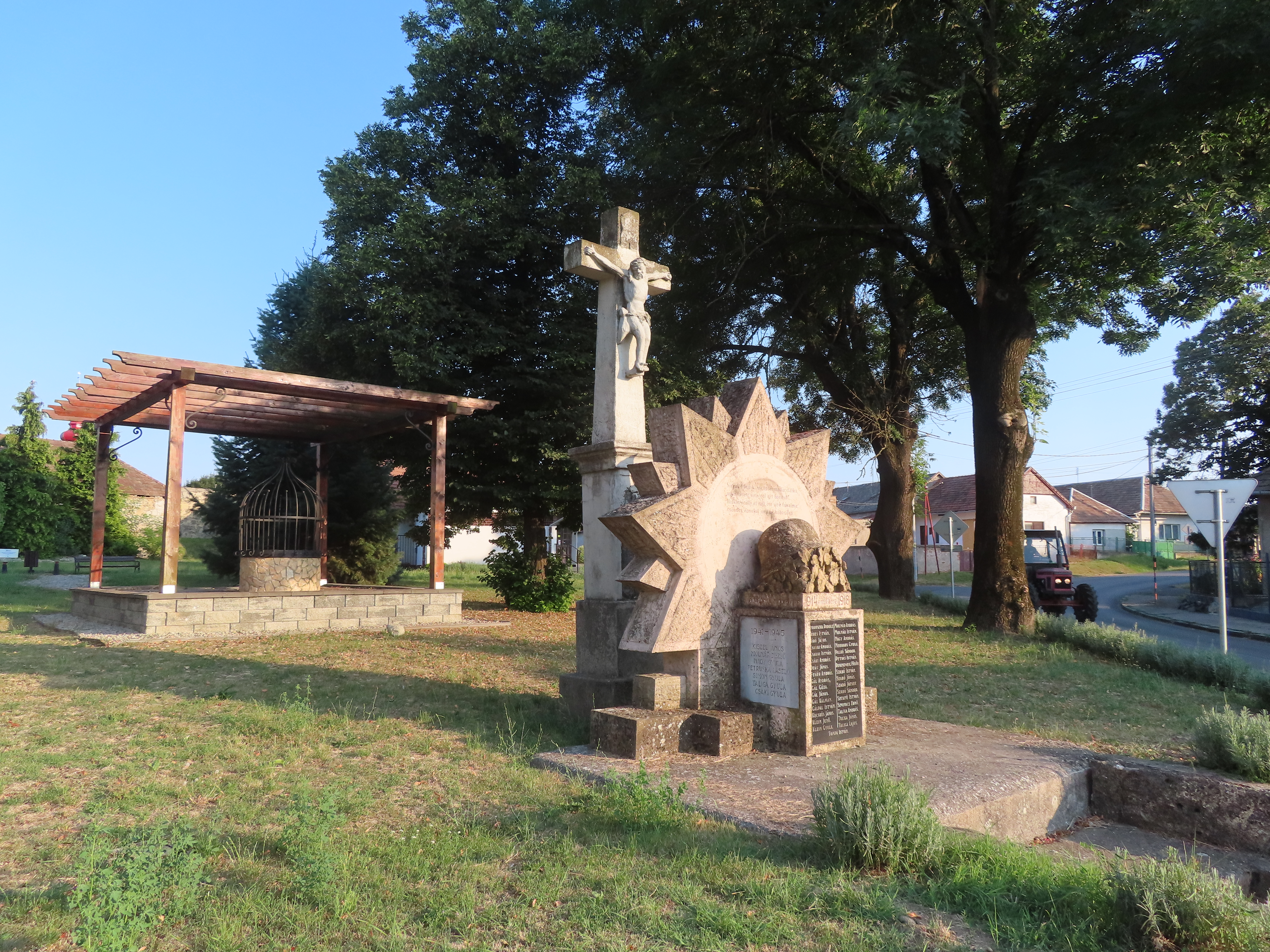

- A Mindenszentek tiszteletére szentelt, római katolikus temploma a 15. század végén épült kora gótikus stílusban. 1570-ben reneszánsz, majd 1770-ben barokk stílusban építették át.
- Református temploma 1785-ben, tornya 1802-ben épült.
- Kápolnája 19. századi.

## Testvérvárosai
- Gyömrő, Magyarország
- Maglód, Magyarország
- Sajóvámos, Magyarország (2011)[7]

## Külső hivatkozások
- E-obce.sk Archiválva 2009. november 27-i dátummal a Wayback Machine-ben
- Községinfó[halott link]
- Vámosladány Szlovákia térképén
- A  község  régió honlapján